# Marlena Kowalewska
Marlena Kowalewska z d. Pleśnierowicz (ur. 9 stycznia 1992) – polska siatkarka, grająca na pozycji rozgrywającej, reprezentantka kraju. 

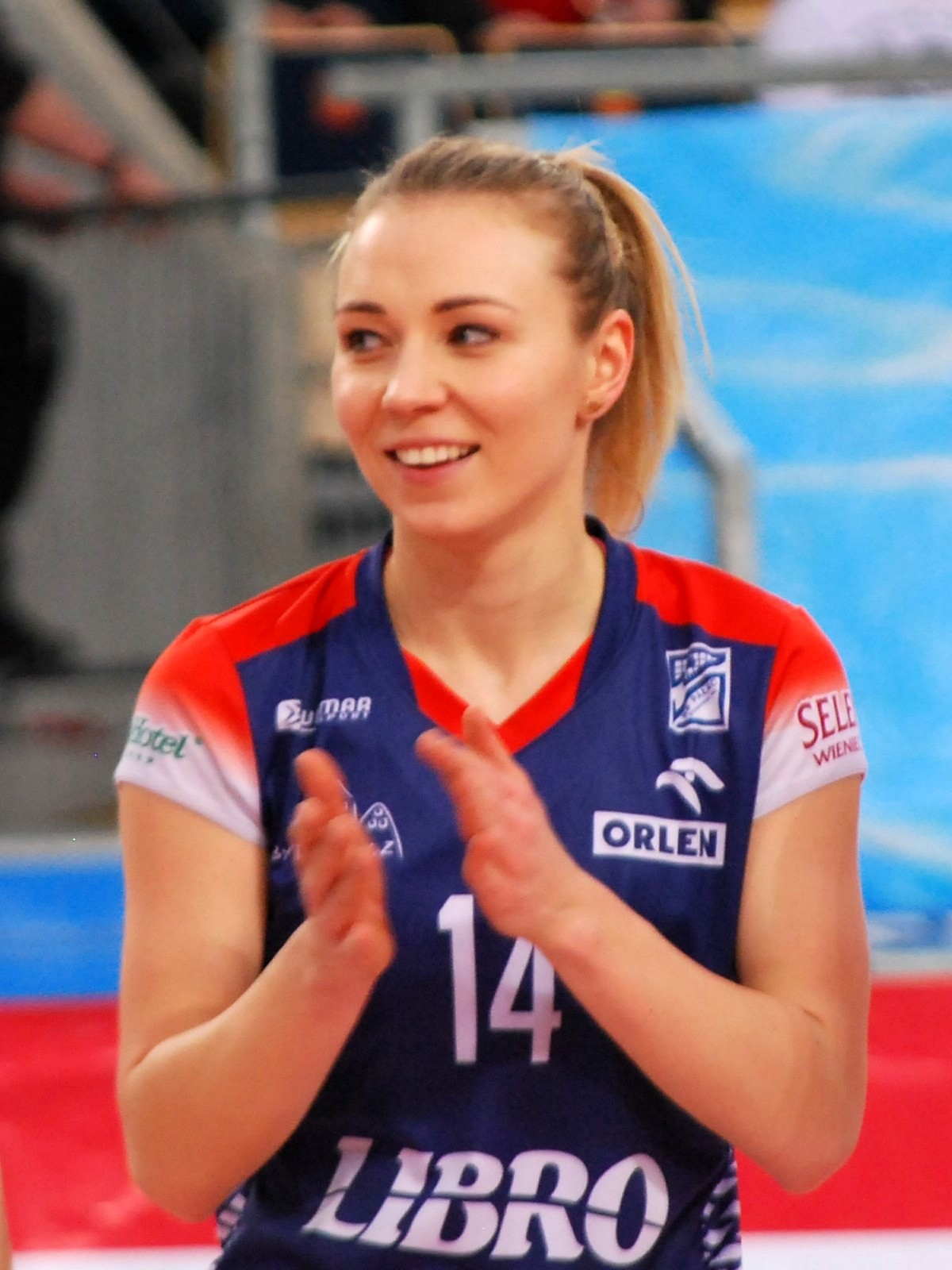
Marlena Pleśnierowicz w barwach Pałacu Bydgoszcz w sezonie 2016/2017

## Życiorys
Jest córką Zbigniewa Pleśnierowicza, byłego piłkarza, mistrza Polski z Lechem Poznań. W dzieciństwie trenowała również tenis i pływanie, jednak siatkówką zainteresowała się już w szkole podstawowej. Jest wychowanką UKS Chrobry Poznań, niemniej od 2010 występowała w drugoligowym Energetyku Poznań, w którym pełniła funkcję kapitana. Latem 2012 przeniosła się do ekipy beniaminka I ligi, Budowlanych Toruń, gdzie spędziła kolejne trzy sezony. W najlepszym z nich (2014/2015) jej zespół w dramatycznych okolicznościach uległ w półfinale rozgrywek ŁKS-owi Łódź.
Po zakończeniu sezonu, Pleśnierowicz trafiła do występującego w Orlen Lidze Pałacu Bydgoszcz. W sezonie 2015/2016 szybko stała się podstawową rozgrywającą drużyny. W całych rozgrywkach wystąpiła w ponad 20 meczach ligowych, w sumie zdobywając 54 punkty (średnio po 2,2 na spotkanie). Po sezonie została powołana do kadry Polski na Grand Prix 2016 i Ligę Europejską 2016.
W 2019 jej mężem został koszykarz Marcin Kowalewski. 

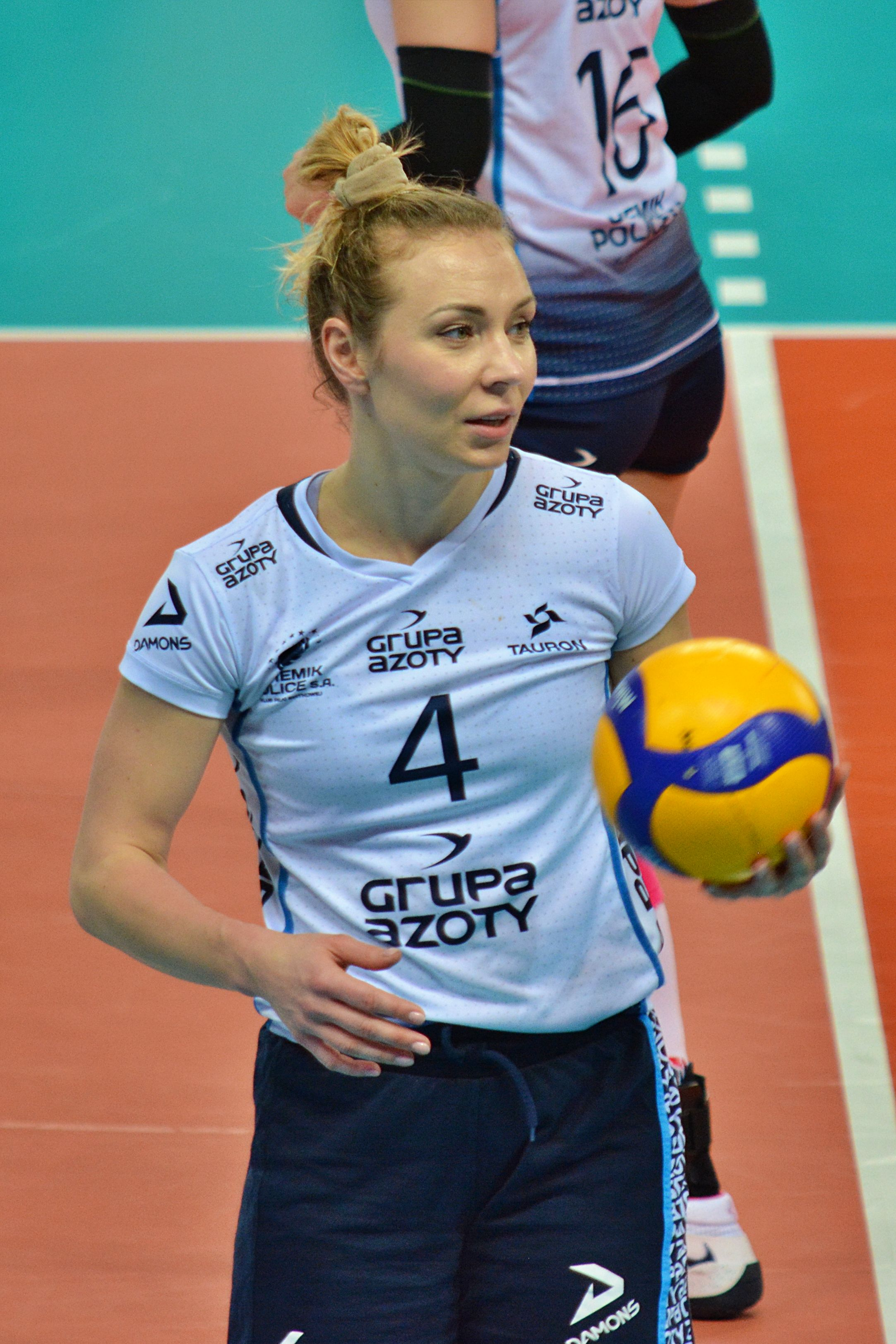
Marlena Kowalewska zawodniczką Grupy Azoty Chemika Police

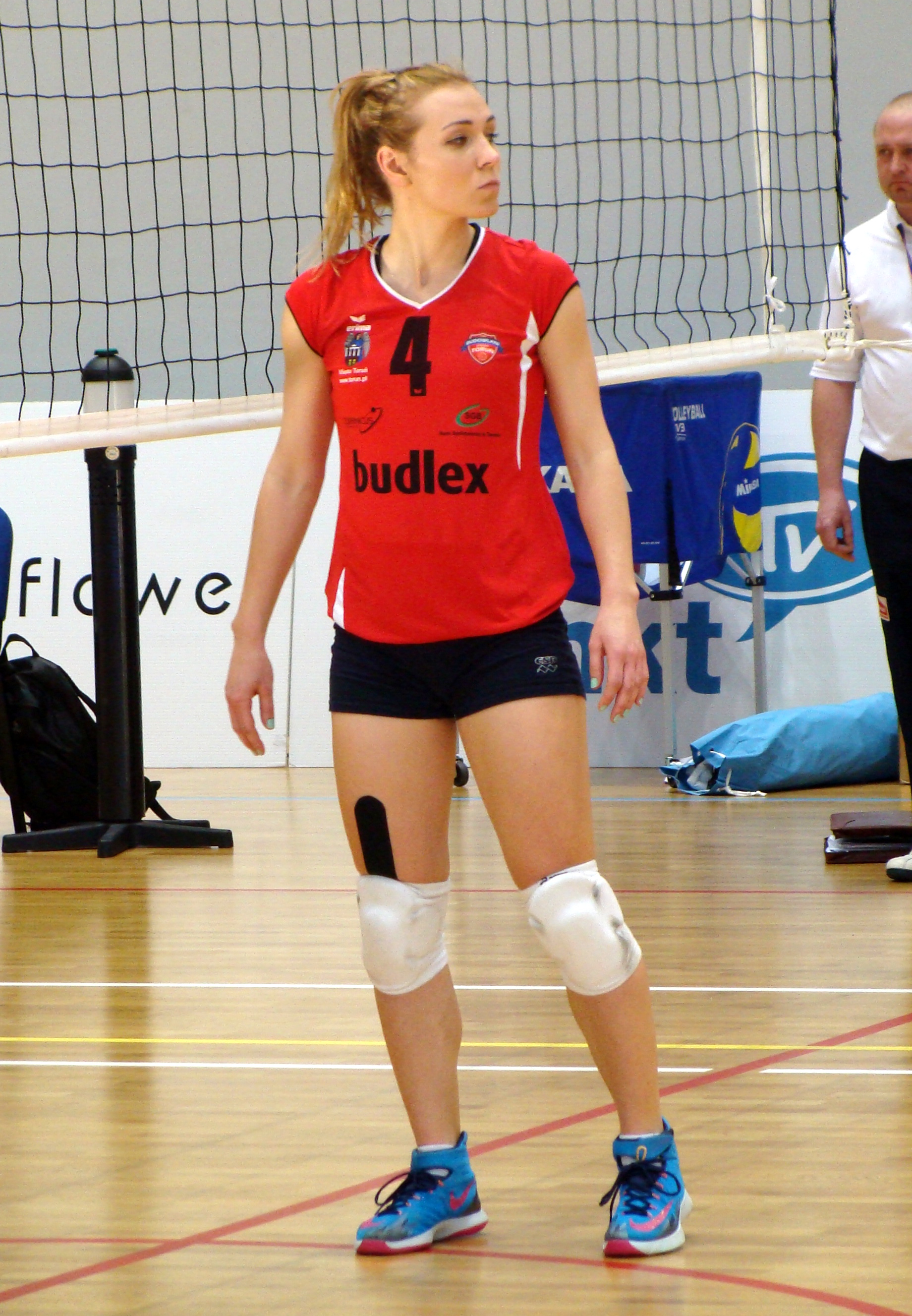
Marlena Pleśnierowicz w barwach Budowlanych Toruń w sezonie 2014/2015

## Kariera klubowa
| Sezon     | Klub                           |
| 2010/2011 | Energetyk Poznań               |
| 2011/2012 | Energetyk Poznań               |
| 2012/2013 | Budowlani Toruń                |
| 2013/2014 | Budowlani Toruń                |
| 2014/2015 | Budowlani Toruń                |
| 2015/2016 | KS Pałac Bydgoszcz             |
| 2016/2017 | KS Pałac Bydgoszcz             |
| 2017/2018 | BKS Profi Credit Bielsko-Biała |
| 2018/2019 | Grupa Azoty Chemik Police      |
| 2019/2020 | Grupa Azoty Chemik Police      |
| 2020/2021 | Grupa Azoty Chemik Police      |
| 2021/2022 | Grupa Azoty Chemik Police      |
| 2022/2023 | Grupa Azoty Chemik Police      |
| 2023/2024 | Grupa Azoty Chemik Police      |
| 2024/2025 | ŁKS Commercecon Łódź           |
| 2025/2026 | GS Panionios                   |

## Sukcesy klubowe
Puchar Polski:
- 2019, 2020, 2021, 2023

Superpuchar Polski:
- 2019, 2023[12]

Mistrzostwo Polski:
- 2020, 2021, 2022[13], 2024[14]
- 2025[15]

## Sukcesy reprezentacyjne
Volley Masters Montreux:
- 2019

Liga Narodów:
- 2024[16]

## Nagrody indywidualne
- 2020: Najlepsza rozgrywająca turnieju finałowego Pucharu Polski